# Убритенга
Убритенга (фр. Oubritenga) — одна из 45 провинций Буркина-Фасо. Входит в состав области Центральное Плато. Административный центр провинции — город Зиниари. Площадь провинции составляет 2778 км².

## Население
По данным на 2013 год, численность населения провинции составляла 276 438 человек.
Динамика численности населения провинции по годам:
| 1996    | 1997    | 2005    | 2006    | 2013    |
| ------- | ------- | ------- | ------- | ------- |
| 197 237 | 198 130 | 248 810 | 237 290 | 276 438 |

## Административное деление
В административном отношении подразделяется на 7 департаментов:
- Абсуя
- Дапелого
- Лумбила
- Негреонго
- Ургу-Манега
- Зиньяре
- Зитенга